# Musonia sexdentata
Musonia sexdentata är en bönsyrseart som beskrevs av Max Beier 1942. Musonia sexdentata ingår i släktet Musonia och familjen Thespidae. Inga underarter finns listade i Catalogue of Life.